# André Glory

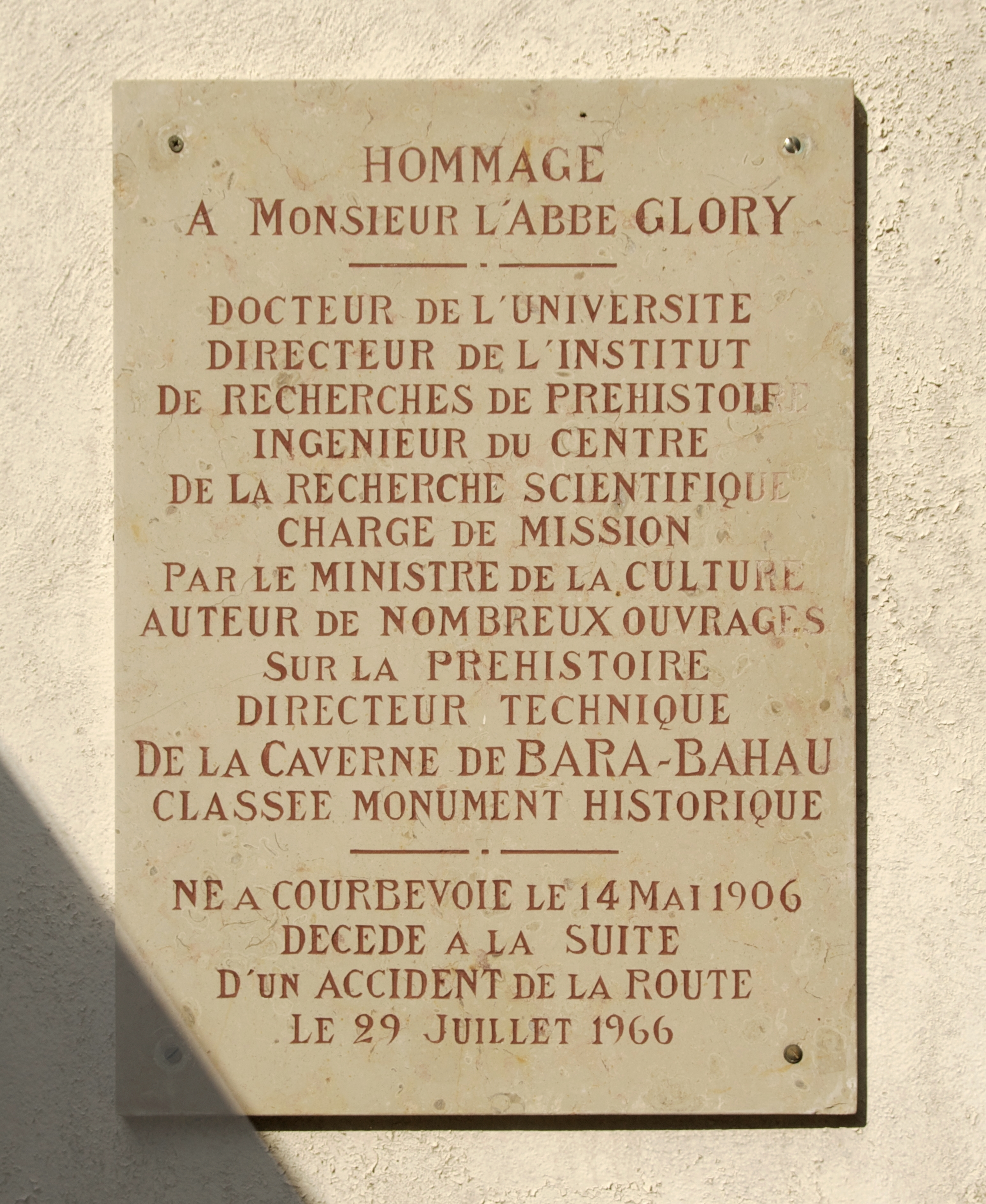
Gedenktafel am Eingang der Höhle von Bara-Bahau, Dordogne

André Glory (* 14. Mai 1906 in Courbevoie; † 29. Juli 1966 bei Auch) war ein französischer Archäologe, Prähistoriker und Speläologe. 
Glory erforschte prähistorischen Höhle in den französischen Départements Ardèche, der Dordogne und Lot sowie in den französischen Pyrenäen. Er galt als einer der besten Kenner der Höhle von Lascaux. 

## Leben
André Glory studierte zunächst katholische Theologie und wurde 1933 in Straßburg zum Priester geweiht.
Im Jahr 1935 begann er sich für Höhlen und für Archäologie zu interessieren. Nachdem er zum Pfarrer von Orbey im Oberelsass ernannt worden war, grub er nach neolithischen Siedlungen in der Region und sammelte Materialien, die er für seine Diplomarbeit verwendete. Der Zweite Weltkrieg führte ihn nach Toulouse, wo er als Professor am katholischen Priesterseminar unterrichtete. Er studierte in dieser Zeit Archäologie und erhielt 1941 ein Diplom für Urgeschichte. 1942 wurde er am Institut Catholique de Toulouse mit einer Dissertation zur Jungsteinzeit im Département Haut-Rhin promoviert. 
Während seiner Ferien erforschte er prähistorische Höhlen, wie Pech Merle und Gargas. Zwischen 1949 und 1950 entdeckte er paläolithische Höhlenmalereien in den Grotten von Ebbou und Le Colombier in der Gemeinde Vallon-Pont-d’Arc (Ardèche) und machte Ausgrabungen in den französischen Pyrenäen (Grotten von Labastide in der gleichnamigen Gemeinde). 1958 wurde er zum Ingenieur des Centre national de la recherche scientifique ernannt.
Am 29. Juli 1966 kam er bei einem Verkehrsunfall zusammen mit seinem Assistenten Jean-Louis Villeveygoux um.

## Schriften
- Lascaux. Versailles de la Préhistoire. Imprimerie Leymarie, Périgueux 1971.
- Les Recherches à Lascaux (1952–1963). Textes et documents (= Gallia préhistoire. Supplément. 39). Avec deux études complémentaires par Christiane Leroy-Prost et Astrid Vannoorenberghe. Recueillis, présentés et commentés par Brigitte et Gilles Delluc. CNRS, Paris 2008, ISBN 978-2-271-06611-4.